# الینا لاورنیوک
الینا لاورنیوک (اوکراینی: Олена Лавренюк؛ زادهٔ ۱۸ دسامبر ۱۹۸۵) بازیگر اهل اوکراین است.